# Liolaemus pyriphlogos
Liolaemus pyriphlogos — вид ігуаноподібних ящірок родини Liolaemidae. Ендемік Аргентини.

## Поширення і екологія
Liolaemus pyriphlogos відомі з кількох місцевостей, розташований в департаменті Умауака в провінції Жужуй. Вони живуть на гірських луках пуна, місцями порослих чагарниками, трапляються поблизу людських поселень. Зустрічаються на висоті від 4024 до 4296 м над рівнем моря. Є живородними.